# Список Гран-при чемпионата мира Формулы-1, остановленных красным флагом

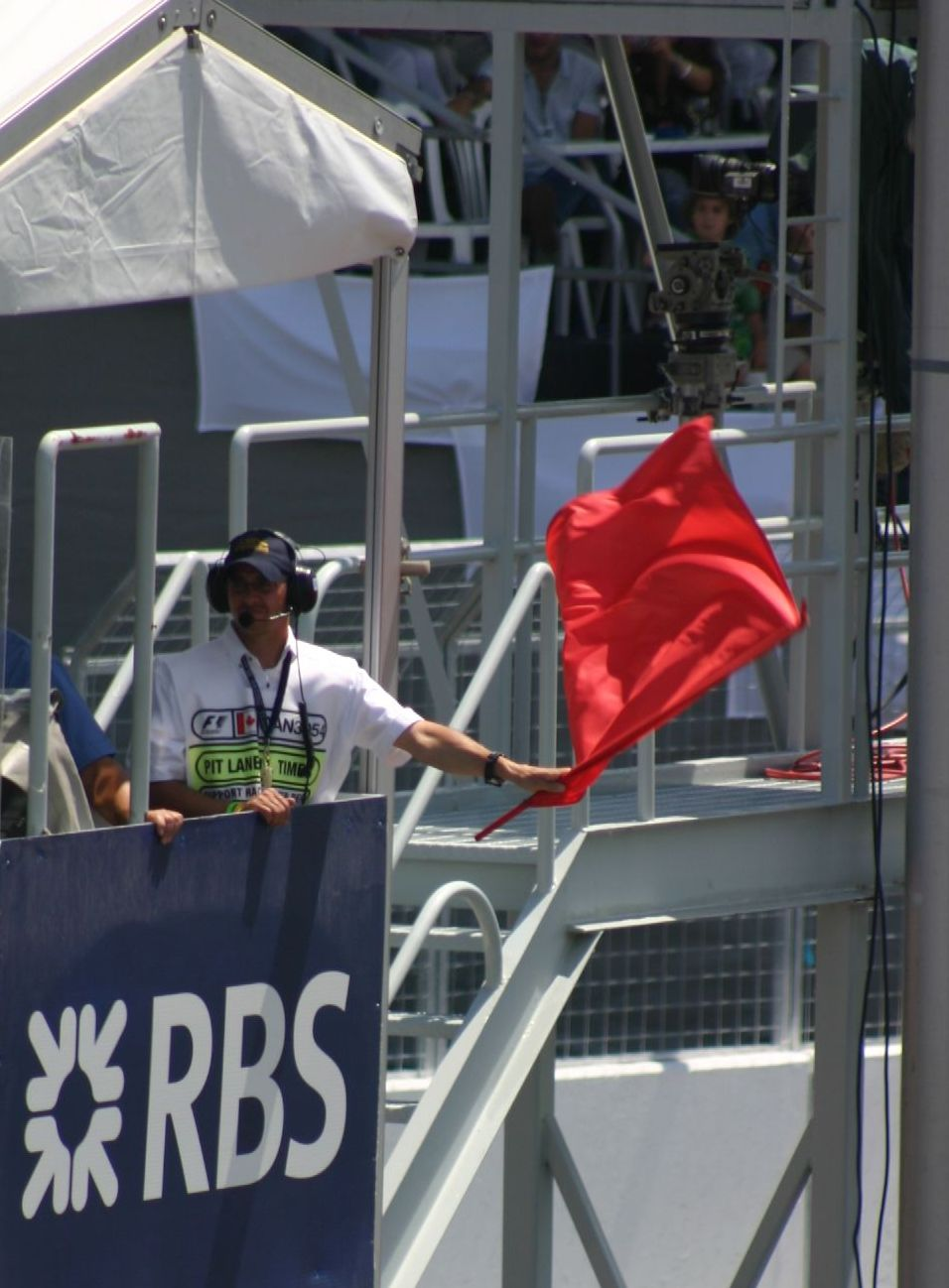
Красным флагом показывают незапланированную остановку гонки, обычно из соображений безопасности.

Список гонок чемпионата мира Формулы-1, в которых был показан красный флаг, то есть гонка была остановлена в незапланированное время. В гонках показывают красный флаг в опасных ситуациях, когда по мнению дирекции гонки, продолжать гонку даже в режиме пониженной скорости слишком опасно.

## Список

### Список
| Год  | Гран-при          | Круг | Причина | Рестарт |
| ---- | ----------------- | ---- | --- | --- |
| 2023 | Нидерланды        | 64   | Дождь и авария Чжоу Гуаньюя, в результате поврежденный барьер | Чжоу Гуаньюй не смог принять рестарт. |
| 2023 | Австралия         | 57   | Аварии с участием Логана Сарджента, Ника де Вриса, Эстебана Окона и Пьера Гасли. | С первой позиции за машиной безопасности с пит-лейна после возобновления гонки стартовал Макс Ферстаппен, тем не менее, сразу же после зелёного флага, был показан клечатый флаг и гонка закончилась сразу. Сарджент, де Врис, Окон и Гасли не смогли принять рестарт. |
| 2023 | Австралия         | 55   | Авария Кевина Магнуссена, в результате чего было повреждение барьера и осколки на трассе. | С поул-позиции после возобновления гонки стартовал Макс Ферстаппен. Магнуссен не смог принять рестарт. |
| 2023 | Австралия         | 8    | Авария Алекса Албона, в результате чего много гравия было выброшено на трассу и было повреждение барьера. | С поул-позиции после возобновления гонки стартовал Льюис Хэмилтон. Албон не смог принять рестарт. |
| 2022 | Япония            | 2    | Дождь, плохая видимость на трассе, несколько столкновений и авария Карлоса Сайнса. | С первой позиции за машиной безопасности с пит-лейна после возобновления гонки стартовал Макс Ферстаппен. Александр Албон не смог принять рестарт. |
| 2022 | Великобритания    | 1    | Массовое столкновение в первом повороте после старта гонки. | С поул-позиции после возобновления гонки стартовал Карлос Сайнс. Джордж Расселл, Чжоу Гуаньюй и Александр Албон не смогли принять рестарт. |
| 2022 | Монако            | 30   | Авария Мика Шумахера, ремонт защитного барьера. | С первой позиции за машиной безопасности с пит-лейна после возобновления гонки стартовал Серхио Перес. |
| 2021 | Саудовская Аравия | 14   | Авария Мика Шумахера, ремонт защитного барьера. | С поул-позиции после возобновления гонки стартовал Макс Ферстаппен. |
| 2021 | Саудовская Аравия | 16   | Авария Серхио Переса после контакта с Шарлем Леклером, столкновение Никиты Мазепина и Джорджа Расселла во время рестарта гонки.                                                                                       | С поул-позиции после возобновления гонки стартовал Эстебан Окон. |
| 2021 | Бельгия           | 3    | Дождь и плохая видимость на трассе. | Так как дождь не прекращался, а до захода солнца оставалось слишком мало времени, гонка не возобновлялась. Победителем объявлен Макс Ферстаппен. Гонщики получили половину от причитающихся им очков.                                                                  |
| 2021 | Венгрия           | 2    | Массовое столкновение в первом повороте после старта гонки. | С поул-позиции после возобновления гонки стартовал Льюис Хэмилтон. Валттери Боттас, Шарль Леклер, Лэнс Стролл, Серхио Перес, Ландо Норрис и Никита Мазепин не смогли принять рестарт.                                                                                  |
| 2021 | Великобритания    | 2    | Столкновение Льюиса Хэмилтона и Макса Ферстаппена. | С поул-позиции после возобновления гонки стартовал Шарль Леклер. |
| 2021 | Азербайджан       | 48   | Авария Макса Ферстаппена. | С поул-позиции после возобновления гонки стартовал Серхио Перес. |
| 2021 | Эмилия-Романья    | 34   | Столкновение Валттери Боттаса и Джорджа Расселла. | С первой позиции за машиной безопасности с пит-лейна после возобновления гонки стартовал Макс Ферстаппен. |
| 2020 | Бахрейн           | 1    | Авария Ромена Грожана с возгоранием автомобиля, ремонт разрушенного барьерного ограждения. | С поул-позиции после возобновления гонки стартовал Льюис Хэмилтон. |
| 2020 | Тоскана           | 8    | Столкновение Николаса Латифи, Кевина Магнуссена, Антонио Джовинацци, Карлоса Сайнса на прямой «старт/финиш» в момент рестарта гонки.                                                                                  | С поул-позиции после возобновления гонки стартовал Валттери Боттас. Эстебан Окон не смог принять рестарт. |
| 2020 | Тоскана           | 45   | Авария Лэнса Стролла. | С поул-позиции после возобновления гонки стартовал Льюис Хэмилтон. |
| 2020 | Италия            | 27   | Авария Шарля Леклера, ремонт барьера из покрышек. | С поул-позиции после возобновления гонки стартовал Льюис Хэмилтон. |
| 2017 | Азербайджан       | 22   | Обломки на трассе после многочисленных столкновений. | С первой позиции за машиной безопасности с пит-лейна после возобновления гонки стартовал Льюис Хэмилтон. |
| 2016 | Бразилия          | 20   | Авария Кими Райкконена. | С первой позиции за машиной безопасности после возобновления гонки стартовал Льюис Хэмилтон. |
| 2016 | Бразилия          | 28   | Проливной дождь | С первой позиции за машиной безопасности после возобновления гонки стартовал Льюис Хэмилтон. |
| 2016 | Бельгия           | 9    | Авария Кевина Магнуссена. | С первой позиции за машиной безопасности с пит-лейна после возобновления гонки стартовал Нико Росберг. |
| 2016 | Австралия         | 19   | Столкновение Фернандо Алонсо и Эстебана Гутьерреса. | С первой позиции за машиной безопасности с пит-лейна после возобновления гонки стартовал Себастьян Феттель. |
| 2014 | Япония            | 2    | Проливной дождь. | С первой позиции за машиной безопасности с пит-лейна после возобновления гонки стартовал Нико Росберг. |
| 2014 | Япония            | 46   | Фатальная авария Жюля Бьянки. | Гонка не возобновлялась, победителем объявлен Льюис Хэмилтон. Так как было пройдено 75 % дистанции, гонщики получили все причитающиеся им очки. |
| 2014 | Великобритания    | 1    | Ремонт ограждения трассы, повреждённого Кими Райкконеном. | С первой позиции за машиной безопасности после возобновления гонки стартовал Нико Росберг. Кими Райкконен и Фелипе Масса не смогли принять рестарт. |
| 2013 | Монако            | 45   | Столкновение и сильная деформация защитных барьеров. | С первой позиции за машиной безопасности после возобновления гонки стартовал Нико Росберг. Пастор Мальдонадо не смог принять рестарт. |
| 2012 | Малайзия          | 9    | Проливной дождь. | С первой позиции за машиной безопасности после возобновления гонки стартовал Льюис Хэмилтон. |
| 2011 | Канада            | 25   | Проливной дождь. | С первой позиции за машиной безопасности после возобновления гонки стартовал Себастьян Феттель. |
| 2011 | Монако            | 72   | Массовое столкновение и обращение Виталия Петрова за медицинской помощью. | С первой позиции за машиной безопасности после возобновления гонки стартовал Себастьян Феттель. |
| 2010 | Корея             | 3    | Проливной дождь. | С первой позиции за машиной безопасности после возобновления гонки стартовал Себастьян Феттель. |
| 2009 | Малайзия          | 33   | Проливной дождь. | Гонка не возобновлялась, и Дженсон Баттон получил победу в гонке. Гонщики получили половину от причитающихся им очков. |
| 2007 | Европа            | 5    | Дождь и аварии 5 гонщиков. | Первое возобновление гонки по новым правилам. С первой позиции после возобновления гонки стартовал Маркус Винкельхок. По новым правилам, возобновление гонки произошло за машиной безопасности.                                                                        |
| 2003 | Бразилия          | 56   | Аварии Марка Уэббера и Фернандо Алонсо. | Более 75 % гоночной дистанции было уже пройдено, и поэтому не было рестарта гонки. Джанкарло Физикелла получил победу в гонке. |
| 2001 | Бельгия           | 5    | Столкновение Лучано Бурти и Эдди Ирвайна. | С поул-позиции после рестарта гонки стартовал Михаэль Шумахер. |
| 2001 | Германия          | 1    | Столкновение Лучано Буртии и Михаэля Шумахера. | С поул-позиции после рестарта гонки стартовал Хуан Пабло Монтойя. |
| 2000 | Монако            | 1    | Компьютерный сбой стартовых огней. Информацию об этом получили не все гонщики, Педро де ла Роса и Дженсон Баттон столкнулись в шпильке Loews, полностью заблокировав движение на трассе.                              | С поул-позиции после рестарта гонки стартовал Михаэль Шумахер. |
| 1999 | Великобритания    | 1    | Авария Михаэля Шумахера и заглохшие на старте болиды Алессандро Занарди и Жака Вильнёва. | С поул-позиции после рестарта гонки стартовал Мика Хаккинен. |
| 1998 | Бельгия           | 1    | Дождь, массовая авария с участием большей части автомобилей. | С поул-позиции после рестарта гонки стартовал Мика Хаккинен. |
| 1998 | Франция           | 1    | Йос Ферстаппен заглох на стартовой решётке; Директор Гонки FIA Чарли Уайтинг попытался прервать старт, но он нажал на кнопку слишком поздно и, как итог, вместо прерывания старта он остановил гонку на первом круге. | С поул-позиции после рестарта гонки стартовал Мика Хаккинен. |
| 1998 | Канада            | 1    | Авария на старте и заглохший болид Ральфа Шумахера. | С поул-позиции после рестарта гонки стартовал Дэвид Култхард. Все пять гонщиков, побывавших в аварии, стартовали на запасных шасси. |
| 1997 | Канада            | 56   | Авария Оливье Паниса. | Более 75 % гоночной дистанции было пройдено, поэтому не было рестарта гонки, и Михаэль Шумахер получил победу в гонке. |
| 1997 | Бразилия          | 1    | Авария на старте и заглохший болид Рубенса Баррикелло. | С поул-позиции после рестарта гонки стартовал Жак Вильнёв. Ян Магнуссен не смог принять рестарт. |
| 1996 | Австралия         | 1    | Авария на старте. | С поул-позиции после рестарта гонки стартовал Жак Вильнёв. Джонни Херберт не смог принять рестарт. |
| 1995 | Португалия        | 1    | Авария на старте. | С поул-позиции после рестарта гонки стартовал Дэвид Култхард. Юкио Катаяма и Макс Папис не смогли принять рестарт. |
| 1995 | Италия            | 1    | Авария на старте. | С поул-позиции после рестарта гонки стартовал Дэвид Култхард. Андреа Монтермини и Роберто Морено не смогли принять рестарт. |
| 1995 | Монако            | 1    | Авария на старте. | С поул-позиции после рестарта гонки стартовал Дэвид Култхард. Доменико Скиаттарелла не смог принять рестарт. |
| 1995 | Аргентина         | 1    | Авария на старте. | С поул-позиции после рестарта гонки стартовал Дэвид Култхард. Лука Бадоер не смог принять рестарт. |
| 1994 | Япония            | 13   | В дождь Мартин Брандл вылетел с трассы и сбил маршала гонки, занимавшегося эвакуацией вылетевшей ранее машины Джанни Морбиделли.                                                                                      | С поул-позиции после рестарта гонки стартовал Михаэль Шумахер. Рестарт произошёл за машиной безопасности. |
| 1994 | Италия            | 1    | Массовое столкновение в первом повороте. | С поул-позиции после рестарта гонки стартовал Жан Алези. |
| 1994 | Сан-Марино        | 7    | Фатальная авария Айртона Сенны. | С поул-позиции после рестарта гонки стартовал Михаэль Шумахер. |
| 1992 | Франция           | 18   | Дождь. | С поул-позиции после рестарта гонки стартовал Риккардо Патрезе. |
| 1991 | Австралия         | 14   | Дождь и аварии Жана Алези, Николы Ларини, Михаэля Шумахера и, позднее, Найджела Мэнселла и Герхарда Бергера. | Так как дождь не прекращался, а имя чемпиона было уже известно, гонка не возобновлялась. Победителем объявлен Айртон Сенна. Гонщики получили половину от причитающихся им очков.                                                                                       |
| 1990 | Португалия        | 61   | Авария Алекса Каффи. | Не было рестарта гонки, и Найджел Мэнселл получил победу в гонке. |
| 1990 | Италия            | 2    | Авария Дерека Уорика. | С поул-позиции после рестарта гонки стартовал Айртон Сенна. |
| 1990 | Бельгия           | 1    | Авария на старте. | С поул-позиции после рестарта гонки стартовал Айртон Сенна. Агури Судзуки и Мартин Доннелли не смогли принять рестарт. |
| 1990 | Монако            | 1    | Аварии Алена Проста и Герхарда Бергера. | С поул-позиции после рестарта гонки стартовал Айртон Сенна. |
| 1989 | Австралия         | 2    | Дождь, авария на старте. | С поул-позиции после рестарта гонки стартовал Айртон Сенна. |
| 1989 | Франция           | 1    | Массовое столкновение на старте. | С поул-позиции после рестарта гонки стартовал Ален Прост. |
| 1989 | Мексика           | 2    | Авария на первом круге. | С поул-позиции после рестарта гонки стартовал Айртон Сенна. |
| 1989 | Сан-Марино        | 3    | Авария Герхарда Бергера. | С поул-позиции после рестарта гонки стартовал Айртон Сенна. |
| 1987 | Мексика           | 30   | Авария Дерека Уорика. | С поул-позиции после рестарта гонки стартовал Найджел Мэнселл. |
| 1987 | Португалия        | 1    | Авария на старте. | С поул-позиции после рестарта гонки стартовал Герхард Бергер. Кристиан Даннер не смог принять рестарт. |
| 1987 | Австрия           | 1    | Авария на старте. | С поул-позиции после рестарта гонки стартовал Нельсон Пике. Филипп Стрейфф не смог принять рестарт. |
| 1987 | Бельгия           | 2    | Авария Джонатана Палмера и Филиппа Стрейффа. | С поул-позиции после рестарта гонки стартовал Найджел Мэнселл. Палмер не смог принять рестарт. |
| 1986 | Великобритания    | 1    | Авария на старте, в которой Жак Лаффит получил переломы ног. | С поул-позиции после рестарта гонки стартовал Нельсон Пике. Лаффит, Кристиан Даннер, Пьеркарло Гиндзани и Аллен Берг не смогли принять рестарт. |
| 1985 | Австрия           | 1    | Авария на старте. | С поул-позиции после рестарта гонки стартовал Ален Прост. |
| 1984 | Великобритания    | 11   | Авария Джонатана Палмера. | С поул-позиции после рестарта гонки стартовал Нельсон Пике. |
| 1984 | Детройт           | 1    | Авария на старте. | С поул-позиции после рестарта гонки стартовал Нельсон Пике. Марк Зурер не смог принять рестарт. |
| 1984 | Монако            | 31   | Дождь. | Дождь продолжал идти, поэтому гонка не возобновлялась, и Ален Прост получил победу в гонке. Гонщики получили половину от причитающихся им очков. |
| 1982 | Канада            | 1    | Авария на старте, в которой погиб Риккардо Палетти. | С поул-позиции после рестарта гонки стартовал Дидье Пирони. |
| 1982 | Детройт           | 6    | Аварии Риккардо Патрезе и Роберто Герреро. | С поул-позиции после рестарта гонки стартовал Ален Прост. |
| 1981 | Франция           | 58   | Авария Жака Лаффита. | С поул-позиции после рестарта гонки стартовал Ален Прост. |
| 1981 | Бельгия           | 54   | Дождь. | Не было рестарта гонки, и поэтому Карлос Ройтеман получил победу в гонке. |
| 1980 | Канада            | 1    | Авария на старте. | Дерек Дейли и Майк Такуэлл не смогли принять рестарт. |
| 1979 | ЮАР               | 2    | Дождь и авария Яна Ламмерса. | С поул-позиции после рестарта гонки стартовал Жиль Вильнёв. |
| 1979 | Аргентина         | 1    | Авария на старте. | Пять гонщиков не смогли принять рестарт. |
| 1978 | Италия            | 1    | Массовое столкновение. | С поул-позиции после рестарта гонки стартовал Жиль Вильнёв. |
| 1978 | Австрия           | 7    | Дождь и аварии 4 пилотов. | С поул-позиции после рестарта гонки стартовал Ронни Петерсон. |
| 1976 | Германия          | 2    | Авария Ники Лауды, Брета Ланджера и Харальда Эртля. | С поул-позиции после рестарта гонки стартовал Джеймс Хант. Шесть пилотов не смогли принять рестарт. |
| 1976 | Великобритания    | 1    | Авария на старте. | С поул-позиции после рестарта гонки стартовал Ники Лауда. |
| 1975 | Австрия           | 29   | Дождь. | Рестарта гонки не было, и поэтому Витторио Брамбилла получил победу в гонке. Гонщики получили половину от причитающихся им очков. |
| 1975 | Великобритания    | 56   | Дождь и аварии 7 гонщиков. | Рестарта гонки не было, и поэтому Эмерсон Фиттипальди получил победу в гонке. |
| 1975 | Испания           | 29   | Аварии Карлуса Пасе и Рольфа Штоммелена. | Из-за аварий со смертельным исходом не было рестарта гонки. Йохен Масс получил победу в гонке. Гонщики получили половину от причитающихся им очков. |
| 1974 | Бразилия          | 32   | Дождь. | Рестарта гонки не было, и поэтому Эмерсон Фиттипальди получил победу в гонке. |
| 1973 | Великобритания    | 2    | Авария 9 гонщиков. | С поул-позиции после рестарта стартовал Ронни Петерсон. |
| 1971 | Канада            | 64   | Туман | Рестарта гонки не было, и поэтому Джеки Стюарт получил победу в гонке. |
| 1950 | Инди 500          | 138  | Дождь. | Рестарта гонки не было, и поэтому Джонни Парсонс получил победу в гонке. |

## Эволюция правил чемпионата мира Формулы-1 для остановленной гонки

### Общее
Чемпионат мира Формулы-1 использует свой собственный спортивный регламент, и большая часть правил описана в нём. Правила прошлых лет, действующие на момент написания (2022), отмечены жирным.
С 2010-х ФИА использует красный флаг довольно часто: выход на трассу спасателей из-за небольшого пожара или травмированного гонщика — уже повод остановить гонку. Набор операций, которые можно делать во время остановленной гонки, сильно менялся с изменениями регламента: в 2004 году над машиной можно было выполнять любые действия, а, например, с 2005 года уже запрещалось дозаправлять.
Положение в незаконченной гонке определяется на предпоследний круг: например, если тревога дана на 25-м круге, позиции определяются на конец 23-го круга (основное средство определения порядка гонщиков — провода хронометража, проложенные в определённых точках трассы). Это тонкое правило сработало в Интерлагосе-2003: перегородило стартовую прямую, и были разногласия, сколько кругов пройдено, 54 или 55, и кто лидер — Кими Райкконен, лидировавший после выбывания лучших гонщиков и ушедший на пит-стоп в конце 54-го круга, или Джанкарло Физикелла, потерявший ход вскоре после тревоги; в итоге после апелляции Райкконен передал победный кубок Физикелле.

### Правила в 1994—2004 годах
Если лидер прошёл менее 2 полных кругов, машины дозаправляют до конца, расставляют в стартовом порядке, и начинается новая гонка. Если кто-то разбил автомобиль — может взять запасной. Если был оштрафован за плохой старт — штраф аннулируется. Если кто-то не смог выйти на старт, его место на стартовой решётке остаётся пустым. Если рестарта не было — гонка не состоялась, и никто не получает зачётных очков.
Если лидер гонки прошёл больше 75 % дистанции (в полных кругах), гонщики получают полные очки и гонка автоматически заканчивается.
Если лидер прошёл от 2 полных кругов до 75 %, из дистанции гонки вычитаются три круга и объявляется рестарт с места. Положение на рестарте — также на предпоследний круг. Если рестарта не случилось — гонщики получают половину очков (неокруглённую: 3:2 = 1,5 очка).

### Правила в 2005—2021 годах
Из-за усилившегося наблюдения за гонкой и улучшившейся радиосвязи можно уже синхронно передавать всем гонщикам сигнал остановки прямо в кабину, так что порядок рестарта — на момент тревоги. Рестарт со стартовой прямой, «паровозиком», из-за машины безопасности, проводится всегда, когда это возможно, даже если завал на первом/предпоследнем круге — все, кто на ходу, обязаны встать в колонну и дальше будет второй/последний круг. Всем, кто вынужден заехать в боксы, присуждается штрафной проезд.
Очки за гонку, которую рестартовать не удалось — по тем же правилам: лидер прошёл менее 2 кругов — нет очков, от 2 кругов до 75 % — половина очков, больше 75 % — полные очки.
С 2015 рестарт даётся не со стартовой прямой, а с пит-лейн по тем же правилам.
В 2016 правило слегка изменено: было «очки не начисляются, если лидер закончил менее 2 кругов», стало «если лидер закончил 2 круга или менее». Судя по исходу Гран-при Бельгии 2021 года, это не новое правило, а исправление противоречия, появившегося с рестартом из боксов: если авария на 2-м круге и лидер остановился у выезда из боксов, он формально прошёл два полных круга, а значит, надо признать гонку состоявшейся, а порядок финиша — стартовый. Соответственно если тревога на 3-м круге — пройдено 3 круга, и порядок финиша — на конец 1-го круга. В тех же условиях, если сбор у стартовой черты, то лидер прошёл только один (соответственно, два) полных круга.
В 2021 году для разнообразия стали проводить спринт-гонки на 100 км с теми же правилами: лидер прошёл до 2 кругов — нет очков, от 2 кругов до 75 % — половина очков, больше 75 % — полные очки.
Очко, которое с 2019 даётся в полной гонке обладателю быстрого круга, должно стать половинкой, если гонку прервали на отметке от 2 кругов до 75 %. Правило ни разу не применялось: в единственной такой гонке, Гран-при Бельгии 2021 года, не было пройдено ни одного круга в гоночном темпе, и поэтому никому из гонщиков не был присуждён быстрый круг.

### Правила с 2022 года
В гонке Гран-при Бельгии 2021 года из неполных трёх кругов не было ни одного круга в гоночном темпе, но квалифицировавшимся в первой десятке дали половину очков. С 2022 правила раздачи очков за неполную гонку стали более «честными»:
- Если лидер прошёл в гоночном темпе (то есть помимо дистанции, пройденной за реальной или виртуальной машиной безопасности) меньше двух кругов — гонка не состоялась, и зачётные очки не присуждаются.
- Если пройдено до 25 % гонки, и из них не менее двух кругов в гоночном темпе — то приблизительно 25 % очков[12] первым пяти, 6-4-3-2-1.
- Аналогично до 50 % гонки — приблизительно 50 % первым девяти, 13-10-8-6-5-4-3-2-1.
- Аналогично до 75 % гонки — приблизительно 75 % первым десяти, 19-14-12-10-8-6-4-3-2-1, плюс 1 очко за быстрый круг (если он был установлен кем-то из этих десяти).
- Аналогично более 75 % — полные очки первым десяти 25-18-15-12-10-8-6-4-2-1, плюс 1 очко за быстрый круг (если он был установлен кем-то из этих десяти).

Данная раскладка обладает важным свойством: разница между соседними местами не возрастает, если двигаться от первых к последним. В черновике за 50—75 % гонки была другая раскладка, 19-14-12-9-8-6-5-3-2-1, явно менее «честная»: между 4-м и 5-м местом идёт борьба за одно очко, а между 7-м и 8-м — за два.
Как и в прошлых правилах, сбор на пит-лейн, рестарт проводится всегда, когда возможно; порядок рестарта — на момент сигнала тревоги. Рестарт по желанию судьи могут дать с места (по правилам до 2004, гонщики проезжают за машиной безопасности от пит-лейн до решётки и стартуют с неё) или с хода (по правилам до 2021, с пит-лейн из-за машины безопасности)
В спринт-гонках: полные очки даются, если лидер прошёл 50 % дистанции, из них хотя бы два круга в гоночном темпе.